# Sam Wood
Sam Wood, registrado al nacer como Samuel Grosvenor Wood (Filadelfia, 10 de julio de 1883-Hollywood, 22 de septiembre de 1949) fue un prolífico director de Hollywood. También fue productor, escritor y, en menor medida, actor.

## Vida profesional
Wood trabajó para Cecil B. De Mille como ayudante en 1915. Siendo director en 1919, Wood trabajó durante la década de 1920 dirigiendo a algunas de las grandes estrellas de la Paramount Pictures, como Gloria Swanson o Wallace Reid.
Comenzó a trabajar para MGM en 1927, haciéndolo con Marion Davies, Clark Gable y Jimmy Durante. 
En los años 1940, Wood dirigió a Ginger Rogers en la premiada con un Óscar, Kitty Foyle (1940). La hija de Wood fue una actriz de películas y televisión: K. T. Stevens, quien comenzó su carrera en una película de su padre, Peck's Bad Boy.
Wood murió de un ataque al corazón, en Hollywood, a la edad de 66. Su tumba se encuentra en Glendale Forest Lawn Memorial Park Cemetery.
Por su contribución a la industria del cine, Wood tiene una estrella en el Hollywood Walk of Fame en el 4296 de Hollywood Boulevard.

## Películas dirigidas
- Emboscada (Ambush) (1950)
- The Stratton Story (1949)
- Sublime decisión (Command Decision) (1948)
- Abismos (Ivy) (1947)
- Latidos del corazón (Heartbeat) (1946)
- La exótica (Saratoga Trunk) (1945)
- Lo que desea toda mujer (Guest Wife) (1945)
- El mujeriego (Casanova Brown) (1944)
- Por quién doblan las campanas (For Whom the Bell Tolls) (1943)
- El orgullo del club de los Yanquis (The Pride of the Yankees) (1942)
- Abismo de pasión (Kings Row) (1942)
- El diablo burlado (The Devil and Miss Jones) (1941)
- Espejismo de amor (Kitty Foyle) (1940)
- Rangers of Fortune (1940)
- Sinfonía de la vida (Our Town) (1940)
- Caballero y ladrón (Raffles) (1940)
- Lo que el viento se llevó (Gone with the Wind) (1939)
- Adiós, Mr. Chips (Goodbye, Mr. Chips) (1939)
- Uña y carne (Stablemates) (1938)
- Horizontes de gloria (Lord Jeff) (1938)
- Cadetes del mar (Navy Blue and Gold) (1937)
- Madame X (1937)
- Un día en las carreras (A Day at the Races) (1937)
- Una hora en blanco (The Unguarded Hour)(1936)
- Jaque al rey (Whipsaw)(1935)
- Una noche en la ópera (A Night at the Opera) (1935)
- Rendezvous (1935) (no acreditado)
- La destrucción del hampa (Let 'em Have It) (1935)
- Girl from Missouri, The (1934) (no acreditado)
- Mademoiselle Doctor (Stamboul Quest) (1934)
- Hollywood Party (1934) (no acreditado)
- The Cat and the Fiddle (1934) (no acreditado)
- El difunto Christopher Bean (Christopher Bean) (1933)
- Tú eres mío (Hold Your Man) (1933) (no acreditado)
- The Barbarian (1933)
- Prosperity (1932) (no acreditado)
- Juventud triunfante (Huddle) (1932)
- Hazte rico pronto (Get-Rich-Quick Wallingford) (1931)
- The Man in Possession (1931)
- Con el frac de otro (A Tailor Made Man)(1931)
- Paid (1930)
- En cada puerto un amor (Way for a Sailor) (1930)
- The Sins of the Children (1930) (no acreditado)
- The Girl Said No (1930)
- They Learned About Women (1930)
- Queen Kelly (1929) (no acreditado)
- ¡Vaya una vida! (It's a Great Life) (1929)
- So This Is College (1929)
- De millonario a periodista (Telling the World) (1928)
- Un flirteo a la moda (The Latest from Paris) (1928)
- La gloria del colegial (The Fair Co-Ed) (1927)
- A Racing Romeo (1927)
- El amor hace milagros (Rookies) (1927)
- One Minute to Play (1926)
- Radiante juventud (Fascinating Youth) (1926)
- Por su honra (The Re-Creation of Brian Kent) (1925)
- El infierno del oro (The Mine with the Iron Door) (1924)
- The Female (1924)
- Bluff (1924)
- The Next Corner (1924)
- His Children's Children (1923)
- La octava esposa de Barba Azul (Bluebeard's Eighth Wife) (1923)
- Hijas pródigas (Prodigal Daughters) (1923)
- Un yanqui en la Argentina (My American Wife) (1922)
- La extraña señora Bellew (The Impossible Mrs. Bellew) (1922)
- Más fuerte que su amor (Beyond the Rocks) (1922)
- Su jaula dorada (Her Gilded Cage) (1922)
- Her Husband's Trademark (1922)
- Estrategia femenina (Don't Tell Everything) (1921)
- Bajo el látigo (Under the Lash) (1921)
- Caballero sin tacha (The Great Moment) (1921)
- Chiquilín no tiene enmienda (Peck's Bad Boy) (1921)
- The Snob (1921)
- Her First Elopement (1920)
- Her Beloved Villain (1920)
- A City Sparrow (1920)
- ¿Por qué tanta prisa? (What's Your Hurry?) (1920)
- Sick Abed (1920)
- De pies a cabeza (The Dancin' Fool) (1920)
- El ciclón (Excuse My Dust) (1920)
- Relámpago(Double Speed) (1920)

## Premios y distinciones
Premios Óscar
| Año  | Categoría      | Película           | Resultado |
| ---- | -------------- | ------------------ | --------- |
| 1940 | Mejor Director | Goodbye, Mr. Chips | Nominado  |
| 1941 | Mejor Director | Espejismo de amor  | Nominado  |
| 1943 | Mejor Director | Abismo de pasión   | Nominado  |